# Varfolomej (Denisov)
Varfolomej (světským jménem: Alexandr Anatoljevič Denisov; * 26. února 1975, Strunino) je ruský duchovní Ruské pravoslavné církve a biskup balakovský a nikolajevský.

## Život
Narodil se 26. února 1975 v Struninu. Od dětství navštěvoval [[liturgie v Trojicko-sergijevské lávře. Od roku 1990 byl oltářníkem v chrámu Proměnění Páně v Struninu.
Roku 1992 dokončil školu a nastoupil na Moskevský duchovní seminář. V letech 1993–1995 sloužil v řadách Sovětské armády. Po dokončení semináře nastoupil na studium Moskevské duchovní akademie. Zde obhájil svou disertační práci na téma „Křesťanská etika mezilidské komunikace“.
Dne 25. července 2002 byl přijat do učitelského sboru na Saratovském duchovním semináři. Od 30. srpna 2002 byl zástupcem prorektora pro vzdělávací činnost a roku 2003 byl v této funkci potvrzen.
Dne 24. června 2004 byl biskupem saratovským a volským Longinem (Korčaginem) postřižen na monacha s mnišským jménem Varfolomej na počest svatého apoštola Bartoloměje. Dne 27. června byl biskupem Longinem rukopoložen na hierodiakona a 4. července na jeromonacha. Po vysvěcení se stal klerikem chrámu Ikony Matky Boží „Ukoj mé bolesti“ v Saratově. Dne 8. července byl zařazen do eparchiální rady a 21. února 2005 do zkušební komise eparchie pro ověřování kandidátů na kněžské svěcení.
Dne 29. února 2008 byl jmenován prvním prorektorem Saratovského duchovního semináře a 4. května stejného roku byl znovu zařazen do eparchiální rady.
Dne 19. dubna 2009 byl povýšen na igumena.
Od 9. srpna 2013 působil jako představený Archijerejského podvorje chrámu svatého apoštola a evangelisty Jana Bohoslova při Saratovském duchovním semináři. Dne 27. června 2014 byl jmenován vedoucím fakulty církevně-praktické disciplíny semináře a od roku 2016 působil jako člen atestační komise saratovské eparchie.
Roku 2016 dokončil studium teologie na Saratovské státní univerzitě.
V letech 2016–2019 byl expertem Národní akreditační agentury v oblasti vzdělávání.
Od 14. září 2020 byl vedoucím komise pro chráněnce (kandidáty svěcení) saratovské eparchie.
Dne 24. března 2022 jej Svatý synod zvolil biskupem balakovským a nikolajevským. Dne 29. března byl v chrámu svatého mučedníka Germogena, biskupa tobolského při Eparchiální radě saratovské eparchie metropolitou saratovským a volským Ignatijem (Děputatovem) povýšen na archimandritu. Dne 6. dubna byl v chrámu Krista Spasitele v Moskvě oficiálně jmenován biskupem a 17. dubna proběhla ve stejném chrámu jeho biskupská chirotonie. Světiteli byli patriarcha moskevský Kirill, metropolita voskresenský Dionisij (Porubaj), metropolita Saratovský a volský Ignatij (Děputatov), biskup balašovský a rtiščevský Tarasij (Vladimirov), biskup pokrovský a nikolajevský Pachomij (Bruskov), biskup pavlovo-posadský Siluan (Vjurov) a biskup šachtinský a millerovský Simon (Morozov).
Dne 29. prosince 2022 byl Svatým synodem potvrzen ve funkci představeného Igrizského Nižně-Voskresenského monastýru.